# 吉田优也
吉田优也（日语：／ Yoshida Yūya，1989年4月28日—），东京都出身，日本男子柔道运动员。他曾代表日本参加2014年亚洲运动会柔道比赛，获得男子90公斤级金牌和男子团体铜牌。